# Фитцжеральд, Джозеф
Джозеф Фрэнсис (Джо) Фитцджеральд (англ. Joseph Francis "Joe" Fitzgerald; 10 октября 1904 — 20 марта 1987) — американский хоккеист, нападающий; серебряный призёр зимних Олимпийских игр 1932 года. После карьеры игрока — педагог и преподаватель в колледже.

## Биография
Учился в Бостонском колледже, играл в американский футбол и бейсбол, а также в хоккей. Окончил колледж в 1928 году, играл за любительскую хоккейную команду. Преподавал в средней школе Рединга в Массачусетсе. В составе сборной США по хоккею с шайбой завоевал серебряные медали зимних Олимпийских игр в Лейк-Плэсиде. После Игр отклонил предложение из НХЛ.
В 1937 году получил степень магистра в области педагогики в Бостонском колледже, работал тренером и учителем по бейсболу и американскому футболу. В течение 28 лет преподавал математику в колледже и был помощником директора. В 1956 году перешёл в колледж Уэлсли, где преподавал математику до 1970 года.